# Boer Boris
Boer Boris is een Nederlandse prentenboekenserie van schrijver Ted van Lieshout en tekenaar Philip Hopman. Het eerste deel verscheen in 2012. De boeken worden uitgegeven door uitgeverij Gottmer te Haarlem. Er zijn inmiddels dertien delen verschenen, alsook drie kartonboekjes, een badboekje, een vriendenboekje, een serie miniboekjes en een Boer Boris Memospel.

## Waardering
Deel 2, Boer Boris gaat naar zee, werd gekozen tot Prentenboek van het Jaar 2015. Deel 3, Boer Boris in de sneeuw, werd onderscheiden met een Vlag en Wimpel. Deel 11, Kerstmis met Boer Boris, werd onderscheiden met de Sardes Pluim van de Maand.

## Inhoud
Boer Boris is een kleuter die zijn eigen boerderij heeft. Hij rijdt er rond op een rode tractor en wordt geholpen door zijn broertje Berend en zijn zusje Sam. Samen beleven ze avonturen rondom de boerderij, maar soms gaan ze op een uitstapje, zoals naar het strand.
Kenmerkend aan de boeken over Boer Boris is dat tijdens het verhaal een mereltje en een muisje meerdere malen terugkomen in de tekeningen.

## Titels
- Boer Boris
- Boer Boris gaat naar zee
- Boer Boris in de sneeuw
- Boer Boris wil geen feest!
- Boer Boris gaat naar de markt
- Boer Boris en de maaier
- Boer Boris en de eieren
- Boer Boris gaat naar oma
- Boer Boris en het gebroken been
- Boer Boris en de olifant
- Kerstmis met Boer Boris
- Boer Boris Een paard voor Sinterklaas
- Boer Boris heeft het heet!
- Boer Boris en Bakkertje Bas
- Boer Boris en de luchtballon
- Boer Boris en het bootje
- Boer Boris en de bietjes
- Boer Boris en de dino
- Boer Boris dans met mij!

## Overige titels
- Boer Boer Boris telt schaapjes (kartonboekje, gelijk aan het eerste boek van Boer Boris)
- Boer Boris zoekt de verschillen (kartonboekje)
- De A van appel en de B van Boer Boris (kartonboekje)
- In bad met Boer Boris (badboekje)
- Boer Boris Memo (memospel)
- Boer Boris, hoe gaan we erheen? (klein boekje)
- Boer Boris uitdeelboekjes (serie van 4 miniboekjes)
- Boer Boris vriendenboekje
- Boer Boris, start de motor!
- Boer Boris op wielen!
- Boer Boris Doeboek